# Mouvement libéral wallon
Le Mouvement libéral wallon (MLW) est un mouvement politique belge.

## Historique
Le vieux Parti libéral se transforme en 1961 en Parti de la liberté et du progrès (PLP). Ce n'est pas qu'un changement d'étiquette. Déjà aux élections du printemps 1961, les libéraux avaient fait ouverture du côté chrétien notamment sous le slogan « En votre âme et conscience, votez libéral ». Mais cette ouverture s'assortit d'une réorientation vers l'unitarisme belge ce qui gêne toute une vieille tradition libérale autonomiste wallonne. Il va de soi que cette option gênera les libéraux engagés dans le mouvement wallon depuis le XIXe siècle. Dans son étude de 1994, Vincent Vagman Le mouvement wallon et la question bruxelloise évoque aussi une autre formation analogue fondée en 1937, l' Entente libérale wallonne. 
Le Mouvement libéral wallon se crée le 29 mai 1962 à Liège. Sa  cheville ouvrière, c'est d'abord Fernand Schreurs, secrétaire du Congrès national wallon depuis 1945, ensuite André Piron. Le MLW est fédéraliste et il désire en somme faire pression sur le PLP dans le sens du fédéralisme un peu comme le MPW le fait sur le PSB. Au départ, essentiellement liégeois, il s'élargit à l'ensemble de la Wallonie vers la fin des années 1970.
Il y a aussi une Entente libérale wallonne qu'anime à Namur Michel Toussaint. Elle fédérait déjà libéraux wallons en 1937. Elle collabore peu avec les autres mouvements wallons mais critique la politique communautaire du gouvernement PSC-PSB de 1961 à 1965[réf. nécessaire].
Depuis 1978, Philippe Reul (un hennuyer) en est le président. À cette époque, le MLW a été reconnu par le PRLW comme association liée au Parti. Des représentants du MLW siégeaient dans certaines structures du PRLW puis du PRL[réf. nécessaire].
L'Encyclopédie du Mouvement wallon lui consacre une importante notice en son tome III aux pages 1129 à 1132.
Comme pour la plupart des autres mouvements wallons, ses activités ont été mises en sommeil depuis le milieu des années 1980 et sa dernière activité date de 1992.